# Fórmula BBP
A Fórmula BBP é uma fórmula de cálculo do número π, descoberta em 1995 por David Harold Bailey, em colaboração com Peter Borwein e Simon Plouffe.
Essa fórmula permite calcular facilmente a enésima decimal binária ou hexadecimal de π sem ter que calcular as decimais precedentes. O sítio de Bailey contém sua derivação e implementação em diversas linguagens de programação. Graças a uma fórmula derivada da fórmula BBP, o 4.000.000.000.000.000° algarismo de π em base 2 foi obtido em 2001.

## A Fórmula
{\displaystyle \pi =\sum _{k=0}^{\infty }{\frac {1}{16^{k}}}\left({\frac {4}{8k+1}}-{\frac {2}{8k+4}}-{\frac {1}{8k+5}}-{\frac {1}{8k+6}}\right)}